# Personaggi di Ever After High
I seguenti personaggi provengono da più media del franchise e la maggior parte di essi ha la sua relativa action figure.

## Reali
- Apple White

È la protagonista dei Reali, figlia di Biancaneve. Ha i capelli biondi, gli occhi azzurri e una pelle molto chiara. Nel libro molti le fanno notare che dovrebbe essere bruna, dato che la fiaba prescrive “capelli neri come l'ebano”, ma lei spiega (con molta pazienza) che quella parte dovrà cambiare. La sua migliore amica è Briar Beauty, figlia della bella addormentata, ed è compagna di stanza di Raven Queen. Molti ragazzi sono innamorati di lei, ma la principessa segue esplicitamente il suo destino, rimanendo fedele a Daring Charming, il suo futuro sposo. Da brava aspirante regina, Apple ama comandare e uno dei suoi desideri è quello di diventare la più bella del reame sia dentro che fuori, seguendo l'esempio della madre. Bellissima, canterina, perspicace, intelligente e dolce, ama prendersi cura degli animaletti ed è la classica principessa delle favole. Adora le mele e le piace bere il latte incantato con doppia panna,caramello extra e tanta noce moscata. Nei libri si scopre che è miope, ma non vuole indossare gli occhiali perché ha paura di non sembrare abbastanza regale o all'altezza di sua madre, nel cartone è un dettaglio tralasciato. Tiene molto a Raven, infatti, in Dragon games, quando quest'ultima afferma che Apple dovrà trovarsi un'altra compagna di stanza, non volendoci più stare a causa di un grande litigio, Apple piange sopra la foto di lei e Raven. Sempre in Dragon Games viene addormentata proprio come la sua favola, Daring cerca di svegliarla con un bacio, ma fallisce; per questo motivo viene allestita una commemorazione per onorarla; alla quale partecipano tutti i personaggi più importanti presentati nel corso della storia; Apple verrà risvegliata grazie al bacio di Darling Charming. Visto che Daring non è riuscito a risvegliarla i due avranno un periodo di crisi.
- Briar Beauty

È la figlia Reale della Bella Addormentata. È la migliore amica di Apple White e la sua compagna di stanza è Ashlynn Ella, figlia di Cenerentola. Sapendo che dovrà dormire per cento anni, vuole godersi la vita e quindi la si vede spesso fare cose folli come buttarsi dalla finestra, fare bungee jumping o scendere da un cavo con il manubrio di una bicicletta. I suoi capelli sono bruni con ciocche rosa, la pelle è abbronzata e ha occhi castani. Dà spesso magnifici party. È molto gentile e altruista e non sopporta vedere gli amici tristi. Ama ascoltare la musica e spesso, essendo l'erede della Bella Addormentata, cade in un sonno profondo. Ha molti pretendenti, tra cui Hopper. Briar è inoltre la principale aiutante di Cupid con Hopper nella realizzazione della Festa del Vero Amore. Ne "La festa del trono" si scopre che la ragazza comincia a dubitare del suo destino, poiché non vuole perdere i suoi amici. Il suo cibo preferito è il cioccolato al latte.
- Blondie Lockes

La figlia reale di Riccioli d'Oro. Ha capelli biondo oro, pelle chiara e occhi azzurri. La sua compagna di stanza è C. A. Cupid, mentre le sue migliori amiche sono Apple White e Briar Beauty. Va matta per il porridge con miele e riesce a sentire il suo odore ovunque. Gestisce un programma basato su notizie e gossip sulla Magic Radio. È quindi sempre a caccia di gossip succosi da pubblicare. Tiene molto ai suoi riccioli che lega spesso con un fiocco celeste. Porta sempre con sé una forcina in grado di aprire ogni serratura, che usa per aprir il Libro dei Destini durante la Festa del Trono. È una ragazza generosa e simpatica, ma che a volte è troppo curiosa. Lei vuole inoltre dimostrare a tutti che, nonostante sia stata allevata da tre orsi, lei e la sua famiglia sono di sangue reale infatti sua madre è stata regina del regno incantato.
- Daring Charming

È il figlio Reale di Re Charming. Ha un fratello e una sorella minori: Dexter e Darling Charming. Ha capelli biondi, pelle chiara e occhi celesti. È vanitosissimo e sicuro di sé, infatti lo si vede spesso contemplare la propria immagine allo specchio. Dovrà sposare Apple White, ma pare che sia più interessato a sé stesso. Daring attira a sé molte delle protagoniste, ma sembra che abbia un debole soprattutto per Cerise. In Dragon Games verrà rinchiuso nello specchio magico ma riuscirà ad uscire quando vede Apple morta. La bacia cercando di risvegliarla ma non ci riesce. In "Epic Winter" Daring viene trasformato in una bestia dal pelo bianco a causa di un maleficio del Re delle Nevi, perdendo così la sicurezza in sé stesso. Malgrado la trasformazione assume però un ruolo importante perché impara, soprattutto con l'aiuto di Rosabella Beauty, a essere più altruista e comportarsi da vero principe, unendosi al gruppo di Crystal per salvare il Re delle Nevi. Riesce infine a spezzare la sua maledizione salvando Faybelle dall'accordo con i tre elfi padrini.
- Dexter Charming

Figlio reale del Re Charming, è il fratello minore di Daring Charming e gemello di Darling Charming. Ha capelli castani, pelle chiara e occhi azzurri. Il suo compagno di stanza è Hunter Huntsman. È molto timido, porta gli occhiali ed è innamorato di Raven Queen, ricambiato. A causa della sua sensibilità non riesce a farle capire i suoi veri sentimenti per lei e spesso si sente messo in ombra a causa del fratello maggiore, molto più estroverso e sicuro di lui. C. A. Cupid è la sua migliore amica, non sapendo dei suoi sentimenti per lui. Tuttavia grazie ai suoi consigli riuscirà a dichiararsi a Raven.
- Lizzie Hearts

È la figlia Reale della Regina di Cuori di Le avventure di Alice nel Paese delle Meraviglie. Ha un carattere molto simile a quello della madre (il suo modo per dire "per favore" o "grazie" è infatti urlare "tagliategli la testa"), ma vorrebbe diventare più gentile. Gioca spesso con le carte da gioco, con le quali è capace di costruire qualsiasi cosa. I suoi capelli sono neri e rossi, la pelle è molto chiara e gli occhi verdi. I suoi migliori amici sono Kitty Cheshire, Madeline Hatter, Bunny Blanc e Alistair Wonderland (essendo gli unici a capirla), mentre la sua compagna di stanza è Duchess Swan, con la quale va abbastanza d'accordo. Lizzie viene anche corteggiata da Daring, e i due iniziano così ad uscire segretamente insieme. In "Verso il Paese delle Meraviglie" vorrebbe andare a casa sua per il compleanno della madre e grazie a Raven ci riesce. Nutre subito un'antipatia verso Courtly Jester, che scoprirà vuole prendere il suo titolo di Regina di Cuori anche se non ci riuscirà, perchè lei con l'aiuto di Raven la sconfiggerà 
- Duchess Swan

La figlia della Regina Cigno del Lago dei Cigni. Ha capelli neri e bianchi, occhi castano dorati e pelle chiara. È una principessa della danza, ed è infatti un'eccellente ballerina; indossa sempre un tutù bianco e scarpette da danza nere. Ha la capacità di trasformarsi in un cigno viola scuro, simile al porpora e ciò le permette di spiare gli studenti passando inosservata. Le sue migliori amiche sono Faybelle Thorn e Courtly Jester, mentre la sua compagna di stanza è Lizzie Hearts. La sua storia non ha un lieto fine e per questo è invidiosa e cerca di sembrare migliore degli altri, comportandosi spesso in modo egoistico. Specialmente, prova antipatia verso gli altri studenti con un lieto fine, ma a volte si dimostra generosa. Anche se sarebbe potuta diventare Ribelle, il suo modo di fare altezzoso la fa restare tra i Reali. Ammette anche di avere una cotta segreta per Daring Charming.
- Hopper Croakington II

Il figlio reale del Principe Ranocchio. Ha capelli color cremisi, pelle chiara e occhi verdi. Quando è umano è molto goffo e impacciato, quando però diventa una rana, il suo carattere si trasforma, diventando molto romantico e poetico. Come suo padre, può trasformarsi in una rana ma solo quando diventa nervoso e continuerà a farlo fino al giorno in cui finalmente troverà il suo vero amore. Nonostante la sua cotta per Briar (a cui non riesce mai a dichiararsi a causa della sua goffaggine), egli tende a flirtare con molte altre ragazze, somigliando a Heath Burns, un personaggio della Monster High entrambi fanno i dongiovanni (ma Hopper è meno arrogante di lui). Lui ha soprattutto una cotta per Briar, che lei non ricambia ma lo considerà comunque un buon amico. I suoi migliori amici sono Dexter e Daring Charming. È molto amico di Ginger Breadhouse anche se lei ha una cotta per lui. 
- Holly O'Hair

È la figlia minore reale di Raperonzolo, sorella gemella e compagna di stanza di Poppy O'Hair. Ha i capelli rosso-castani, pelle chiara e occhi verdi. Holly ha i capelli molto più lunghi rispetto alla sorella, appartiene ai Reali, è molto bella e sempre gentile. Viene spesso accompagnata in giro da alcuni animaletti del bosco che le reggono i capelli. Soffre di vertigini. È molto affezionata alla sorella e cerca in ogni modo di farla sentire a proprio agio alla scuola e di guidarla verso le scelte giuste. Tutti pensano che sia più grande di lei di tre secondi, ma ad un certo punto la loro tata rivela loro che c'è stato uno scambio e le due decidono che sarà un segreto tra sorelle, così Holly potrà far avverare il suo sogno. Considera Blondie la sua migliore amica.
- Brooke Page

Brooke è la figlia dei Narratori. Non ha un vero e proprio corpo e non frequenta la Ever After High, ma vive all'interno della Mirror Network. Poiché è destinata a essere una vera narratrice ha lo scopo di narrare le vicende anche se inizialmente il suo difetto più grande è quello di interferire con la trama. Appare esclusivamente negli episodi speciali.
- Faybelle Thorn

È la figlia reale della Fata malvagia de La Bella Addormentata nel Bosco. È una fata molto maliziosa e gioca sempre tiri mancini a tutti; ha l'abilità del volo e di lanciare sortilegi potenti. Ha capelli biondo platino con una ciocca turchese, pelle argentata e occhi grigi. La sua compagna di stanza é Bunny Blanc e le sue migliori amiche sono Duchess Swan e Courtly Jester. Inoltre è il capitano della squadra di cheerleader della scuola. Ha spesso la tendenza ad autoinvitarsi e quando le amiche rifiutano di andare con lei alla Festa della Blue Blue Moon nel bosco, cerca di ostacolarle, ma alla fine si pente e decide di fare una tregua. In Dragon Games aiuta la Regina Cattiva a conquistare la scuola ma poi viene tradita e per vendicarsi si unisce agli altri studenti per fermarla. In Epic Winter, in seguito agli eventi precedenti, viene costretta dal preside Grimm a ripulire la scuola, ma ormai stanca del lavoro faticoso stringe un patto con tre folletti padrini esperti di pulizie. Entra a far parte del gruppo di Crystal per raccogliere le rose stagionali ma li tradisce per saldare il debito con i folletti.
- Justine Dancer

È la figlia reale della Dodicesima principessa danzante. Ha la pelle scura, occhi verdi e capelli bruni. La sua compagna di stanza è Ramona Badwolf e ammira molto Duchess per come balla. È anche amica di Melody Piper. Può avere anche attacchi di sonnambulismo, ma in seguito guadagna il dono della danza eterna.
- Ramona Badwolf

È la figlia reale del Lupo Cattivo e segretamente Cappuccetto Rosso, sorella maggiore di Cerise. Ha le orecchie da lupo come la sorella ma al contrario di lei le lascia scoperte. Appare per la prima volta in Dragon Games ed è la compagna di stanza di Justine Dancer. In un episodio si scopre che Ramona è stata rinchiusa in un riformatorio nella Foresta Oscura per motivi sconosciuti.
- Jillian Beanstalk

È la figlia reale di Jack della pianta dei fagioli. Compare in Dragon Games, dove crea una pianta gigantesca per far fuggire la maggior parte degli studenti dalla scuola sospesa in aria. Ha capelli biondo castani, occhi castani e pelle abbronzata. Possiede un enorme spirito di determinazione. Sembra essere innamorata di Tiny.
- Meeshell Mermaid

È la figlia reale della Sirenetta. È la compagna di stanza di Farrah Goodfairy. Quando è in forma umana è una ragazza timida e introversa ma quando entra in contatto con dell'acqua si trasforma in una sirena sicura di sé. Ha capelli fucsia, pelle chiara e occhi azzurri. La sua abilità è il canto. Compare per la prima volta in Dragon Games.
- Farrah Goodfairy

È la figlia della Fata Madrina in Cenerentola. Ha gli occhi azzurri, capelli turchini e pelle chiara. È una fata di buon cuore, una Reale, che vuole seguire il suo destino. Ha l'abilità di fare incantesimi di magia a condizione purché gli effetti svaniscono prima delle dodici, che sia mezzogiorno o mezzanotte.
- Crystal Winter

È la figlia reale del Re e della Regina delle Nevi e protagonista assoluta in Epic Winter. Vive nel Regno di Ghiaccio ed è destinata a essere la prossima Regina delle Nevi. Quando suo padre viene corrotto da un maleficio mettendo in pericolo il mondo delle fiabe, Crystal va a fare visita alla Ever After High per trovare una cura contro la mancanza di gentilezza dei suoi genitori. In seguito organizza una squadra di soccorso per trovare le quattro rose racchiuse dentro i castelli. In vita sua non ha mai fatto niente da sola e ha sempre chiesto aiuto a due folletti. Le sue migliori amiche sono Briar Beauty e Ashlynn Ella. È un'ottima giocatrice di hockey sul ghiaccio, ma ha difficoltà ad allacciarsi i pattini. È inoltre il primo e unico personaggio ad avere una canzone tutta sua. Dopo gli eventi del film frequenta la Ever After High come compagna di stanza di Courtly Jester.

## Ribelli
- Raven Queen

È la protagonista (è leader) dei Ribelli, nonché figlia della Regina Cattiva della storia di Biancaneve. Ha capelli neri e viola, pelle chiara e occhi viola. Abita in un castello su una scogliera insieme al padre, il Re Buono. Ama suonare la chitarra e canta molto bene. È in grado di usare incantesimi, che però possono solo fare del male, anche se lanciati con buone intenzioni. La sua migliore amica è Madeline Hatter, figlia del cappellaio matto, ma la sua compagna di stanza è Apple White. Nonostante si vogliano bene, Raven è spesso infastidita da Apple White, essendo fissata con la loro storia, e hanno personalità opposte. È poco affezionata alla madre che vuole che diventi crudele e malvagia come lei. È amica di una draghetta, Nevermore. Il suo destino non ha un Lieto Fine: visto che avrebbe dovuto avvelenare Apple nel corso della fiaba per poi essere buttata in prigione dalla principessa stessa, Raven si ribella durante il Giorno della Promessa, e da allora decide di costruirsi un destino tutto suo. Ha un animo molto forte e rock e a volte non riesce a controllare i propri poteri, ma è molto dolce e comprensiva. Ha una cotta per Dexter Charming. Un giorno andranno persino ad un appuntamento insieme, dove capiranno i loro reciproci sentimenti.
- Madeline Hatter

È la figlia Ribelle del Cappellaio Matto di Le Avventure di Alice nel Paese delle Meraviglie. I suoi amici la chiamano Maddie. I suoi capelli sono celesti e viola, gli occhi sono azzurri e la pelle è leggermente abbronzata. La sua migliore amica è Raven Queen e la sua compagna di stanza è Kitty Cheshire. Dopo la scuola passa molto tempo alla Sala da tè di famiglia "Il cappellaio matto", famosa in tutto il regno. Ha una passione sfrenata per i cerchietti e per il tè e vorrebbe aprirne una sala (anche di cappelli), anche se il suo più grande sogno è di riuscire a tornare nel Paese delle Meraviglie. È saggia, intelligente, eccentrica, un po' pazzerella e altruista;, possiede un topolino di nome Earl Grey. Capisce l'Enigmatico, per lo più parlato solo da persone provenienti dal suo stesso paese, spesso parla in rima e lei e Kitty Cheshire sono le uniche che sentono i narratori. Lei vuole seguire il suo destino, ma sta dalla parte dei ribelli perchè ritiene che le persone dovrebberò essere libere di scegliere per se stesse.
- C.A. Cupid

Chariclo Arganthone "C.A." Cupid è la figlia adottiva di Eros, il dio dell'amore dal Monte Olimpo.  Ha un colorito roseo, capelli rosa confetto e i suoi occhi sfumano dal verde al turchese. I suoi vestiti rispecchiano molto lo stile greco antico: infatti, la maggior parte del suo abbagliamento ha tante rifiniture di bronzo e oro, oltre il fatto che il colore del tessuto del vestito è il suo preferito, cioè il rosa. Prima faceva parte della Monster High ma poi venne chiamata da suo padre che le disse che alla Ever After High c'era bisogno di lei. La sua compagna di stanza è Blondie Lockes, mentre considera tutti gli studenti suoi migliori amici. È un asso nel risolvere i problemi degli altri con i suoi consigli, ma anche grazie al suo programma radio sull'amore. Crede molto nel suo potere e odia le barriere che esistono fra le coppie reali/ribelli. Consiglia sempre di credere nel Vero Amore, infatti riprenderà lei stessa a festeggiarne il giorno. Nonostante ciò non ha fortuna in amore: infatti è innamorata di Dexter Charming, ma lui non sembra capire i suoi sentimenti, considerandola solo la sua migliore amica. Non usa mai le frecce magiche, perché ritiene che le persone debbano seguire il loro cuore, oltre al fatto che ha una pessima mira. Ha anche un legame particolare con Pegaso, il cavallo alato della mitologia greca, soprannominato in modo tenero da lei stessa Peggy. Il suo piatto preferito sono i cupcakes ricoperti di glassa rosa e cuoricini zuccherosi. Va molto d'accordo con Raven e sta dalla sua parte visto che ritiene che ognuno debba seguire il proprio cuore, ma la relazione tra le due viene messa in discussione quando Raven e Dexter iniziano a frequentarsi. Tuttavia riesce a confessarlo e si ripromette di lasciarsi tutto alle spalle.
- Ashlynn Ella

È la figlia di Cenerentola, inizialmente una Reale. La sua compagna di stanza è Briar Beauty, che è anche una delle sue migliori amiche assieme ad Apple White. Ha capelli biondo ramato , pelle chiara e occhi verdi ed è una ragazza molto tenera, dolce e gentile. È ossessionata dalle scarpe, infatti dopo la scuola gestisce una boutique, "La scarpetta rossa ", dove vende scarpe di ogni tipo. È innamorata di Hunter Huntsman, ma non può stare ufficialmente con lui perché è una Reale: gran parte degli episodi sono dedicati alla coppia. Inizialmente sapeva di loro solo Cedar Wood dopo averli sorpresi nella Foresta Incantata durante un picnic romantico, ma in seguito lo viene a sapere anche Duchess Swan, che minaccia di far sapere a tutti della coppia se la ragazza non le cede il suo destino. Alla fine sarà la stessa Ashlynn con Hunter a svelare alla scuola la verità. Così inizia a frequentarlo più spesso, anche se Apple White non è d'accordo con il loro amore, essendo l'uno Ribelle e l'altra Reale. Romperà quindi con lui per non tradire la fiducia di Apple nella seconda parte dell'episodio "Il Giorno del Vero Amore", ma torneranno insieme nella terza dopo che capiranno che è veramente destino che stiano insieme. Così Ashlynn diventa Ribelle ma mantiene buoni rapporti con tutte le sue amiche reali e ribelli.
- Hunter Huntsman

Figlio ribelle del Cacciatore di Biancaneve. Ha capelli bruni (rasati da un lato), occhi castani con pagliuzze d'oro e pelle chiara. Il suo compagno di stanza è Dexter Charming. È innamorato di Ashlynn Ella, che ammira soprattutto perché condivide con lei l'amore per gli animali e la natura. Alla fine dell'episodio "Il Giorno del Vero Amore" farà coppia fissa con Ashlynn. Il suo migliore amico è uno scoiattolo di nome Scoccia, anche se quest'ultimo gli fa spesso dei dispetti.
- Cerise Hood

La figlia ribelle di Cappuccetto Rosso e segretamente anche del Lupo Cattivo. Ha capelli neri con una ciocca bianca, la pelle leggermente scura e occhi grigio-celesti. Porta al collo un ciondolo a forma di foglia con dentro la fotografia di lei e dei suoi genitori. Le sue orecchie sono simili a quelle di un lupo, che nasconde grazie al famoso cappuccio rosso. È molto introversa e tende ad evitare il più possibile gli altri per nascondere a tutti il segreto sui suoi genitori, soltanto Raven Queen ne viene a conoscenza: varie volte il segreto viene quasi rivelato, ma in qualche modo riesce sempre ad evitarlo. Essendo figlia del Lupo Cattivo, corre velocissima e possiede istinti da lupo: grazie a queste abilità è una bravissima giocatrice di Caccia al Libro, e questo la porta instaurare un buon legame con Daring. La sua compagna di stanza è Cedar Wood. Ha un cucciolo di lupo come amica, Scarlett, che sfida in gare di corsa. In Dragon Games si scopre che ha una sorella, Ramona Badwolf, che è l'erede di suo padre.
- Cedar Wood

Figlia ribelle di Pinocchio. La sua compagna di stanza è Cerise Hood. Essa nasce da un desiderio espresso dal padre alla Fata Turchina, chiedendo di avere una figlia gentile, genuina e onesta. Ma la Fata prende le parole di Pinocchio troppo letteralmente e ora Cedar non può dire bugie (almeno fino al Diploma) e spesso questo fatto le si ritorce contro. Ha capelli e occhi castani, e la pelle scura. Molto dolce, decisa e altruista, pensa che la vera bellezza di una ragazza sia quella interiore, e non quella esteriore. Possiede un burattino di nome Scheggia, che nonostante le somigli dice solo bugie. È molto creativa e ama dipingere e disegnare, perché in questo modo si sente libera di esprimersi veramente. Essendo fatta di legno magico desidera con tutto il cuore diventare una ragazza vera, proprio come il padre. Le sue migliori amiche sono Madeline Hatter, Raven Queen e Cerise Hood. È terrorizzata dalle seghe, dalle raspe e dalla falegnameria e anche dai picchi, dato che potrebbero nuocerle. In "La festa del trono" riceve da suo padre un paio di occhiali che le permette di distinguere le cose false da quelle vere. Con questi occhiali scopre che il libro del destino del preside Grimm è una copia falsa.
- Sparrow Hood

È il figlio ribelle di Robin Hood. Il suo carattere è molto vivace, ribelle, rock e scatenato. Ha capelli rossi, pelle chiara e occhi verdi. Suona la chitarra elettrica e passa molto tempo con Duchess Swan. Inoltre non sa che Poppy O'Hair è innamorata di lui.
- Kitty Cheshire

Figlia ribelle della Stregatta in Alice nel paese delle meraviglie. I suoi capelli sono color violetto, gli occhi sono verdeacqua e la pelle è chiara. La sua compagna di stanza è Madeline Hatter. I suoi migliori amici sono tutti i meravigliesi. È in grado di scomparire ed ha un sorriso smagliante. Per quanto possa essere dispettosa è un'amica leale e farebbe di tutto per le persone che ama. In "Vera Primavera" riesce ad ingannare sua madre e a persuaderla a spezzare il maleficio, diventando l'eroina della storia. E' una ribelle perchè ritiene che tutti dovrebbere fare quello che vogliono fare, anche se lei vuole seguire il suo destino.
- Melody Piper

È la figlia ribelle del Pifferaio magico. La sua compagna di stanza é Ginger Breadhouse ed è molto amica con tutti. I suoi capelli sono rosa e bianchi, la pelle è leggermente scura e i suoi occhi sono rosa. Fa parte dei Ribelli, perché sogna di diventare una DJ, e perchè lei ritiene che la musica dovrebbe unire le persone non dividerle (cosa che fa nella sua storia). Ha un tatuaggio su uno dei polpacci. Le sue migliori amiche son Briar Beauty e C.A. Cupid, anche se in genere considera molta gente amica sua.
- Poppy O'Hair

La figlia di Raperonzolo, sorella gemella e compagna di stanza di Holly O'Hair. Ha capelli dello stesso colore di sua sorella, ma più corti e con una ciuffo viola. La pelle è chiara e gli occhi sono verdi. Ha deciso di essere una Reale e allo stesso tempo diventare una Ribelle, mentre il suo sogno è di diventare una parrucchiera. In Dragon Games ha un drago e si occupa dei baby draghi con la sorella. Si innamorerá di Sparrow Hood. Lei insieme a Cupid è una delle poche studentesse della scuola che non ha un destino scritto, perchè Holly diventerà la prossima Rapelonzolo in qualità di gemella più grande di 3 secondi. In seguito però le gemelle scoprono che Poppy è la più grande (perchè i loro certificati di nascità sono stati confusi) ma le ragazze decidono di tenerlo segreto per poter avere ognuna il destino che vogliono. La sua migliore amica è Ashlynn.
- Ginger Breadhouse

La figlia ribelle della Strega Marzapane, della fiaba di Hansel e Gretel. Ha i capelli fucsia raccolti in due codini, pelle scura e occhi castano-dorati. Le sue migliori amiche sono Raven Queen e Cerise Hood, e la sua compagna di stanza è Melody Piper. Adora cucinare dolci di ogni tipo per tutti. E' innamorata di Hopper Croakington II.
- Bunny Blanc

È la figlia del Bianconiglio di Le avventure di Alice nel Paese delle Meraviglie. È gentile e altruista, ma anche molto timida. Ha i capelli bianchi a caschetto, pelle rosea e occhi celesti. È in grado di trasformarsi in un coniglio bianco per correre più veloce. È la migliore amica di Alistair Wonderland e ne è anche innamorata solo che ha paura di esprimere i suoi veri sentimenti. In Vera Primavera raggiungerà la Ever After High e diventa una studentessa come compagna di stanza di Faybelle Thorn. Inoltre adora giocare a scacchi.
- Alistair Wonderland

Alistair è il figlio di Alice nel Paese delle Meraviglie. Come la madre ha capelli biondi, pelle chiara e occhi azzurri. È leale, coraggioso e ama viaggiare per scoprire le meraviglie del mondo. Insieme a Madeline Hatter, riescono a risolvere enigmi complicatissimi. Ha una grande cotta per Bunny Blanc, corrisposta.
- Darling Charming

È la sorella minore di Daring e gemella di Dexter. È una Ribelle, infatti non vuole essere la solita damigella in pericolo ma un'eroina. È la compagna di stanza di Rosabella Beauty. Ha capelli biondi con qualche ciocca rosa e azzurra, occhi azzurri e pelle chiara. Appare per la prima volta alla fine in Vera Primavera nelle vesti del Cavaliere Bianco. In Verso il Paese delle Meraviglie va con le altre nel Paese delle Meraviglie e si traveste da cavaliere per proteggerle dal Cavaliere Rosso, che sembra essere innamorato di lei. Alla fine il Cavaliere le chiede di togliersi l'elmo e lei confessa la sua vera identità. In Dragon Games ha un drago di nome Herowing e partecipa ai Giochi. Quando Apple viene avvelenata, è il suo bacio che la risveglia, non quello di Daring.
- Rosabella Beauty

È la figlia ribelle della Bella e la Bestia. È la compagna di stanza di Darling Charming, mentre le sue migliori amiche sono Cerise Hood e sua cugina Briar Beauty. Ha capelli castani con qualche ciocca rossa, occhi castano dorati e pelle chiara. È una ragazza tranquilla, porta gli occhiali e ama gli animali. In Epic Winter aiuta Daring Charming a comportarsi da altruista.
- Nina Thumbell

È la figlia ribelle di Pollicina e compare in Dragon Games. Fa parte della squadra di cheerleader di Faybelle. Ha capelli biondi, pelle scura e occhi azzurri. Protegge la natura e l'ambiente e inoltre ha l'abilità di rimpicciolirsi.

## Antagonisti
- Stregatta

La madre di Kitty Cheshire e principale antagonista in Vera Primavera.
- Courtly Jester

È la figlia reale del Jolly e principale antagonista in Verso il paese delle meraviglie. Ha i capelli corti biondo platino con ciocche viola, occhi viola e pelle chiara. È d'animo meschino e adora fare scherzi di pessimo gusto. Le sue migliori amiche sono Faybelle Thorn e Duchess Swan ed ha una cotta per Alistair Wonderland, mentre la sua compagna di stanza è Lilly Bo-Peep. È la preside della Wonderland High e cerca di rubare il titolo di principessa a Lizzie, servendosi di un libro di magia oscura della Regina Cattiva, anche se poi viene imprigionata. Grazie a un sondaggio, viene liberata e frequenta la Ever After High, cominciando a comportarsi molto meglio.
- Regina Cattiva

È la madre di Raven Queen. È rimasta intrappolata in uno specchio finché non è stata rilasciata da Apple White nello speciale Dragon Games.
- Jackie Froste & Northwind

Sono due elfi fratelli gemelli al servizio del Re delle Nevi. Jackie è la leader mentre Northwind è il suo braccio destro. Sono inoltre dei mutaforma che hanno il potere di trasformarsi in qualsiasi creatura invernale, ma grazie allo scettro possono trasformarsi in giganti di ghiaccio. In un episodio si scopre che gestiscono l'inventario nel palazzo d'inverno.
- Re delle Nevi

Appare per la prima volta in Epic Winter ed è il padre di Crystal Winter. Inizialmente si rivela essere un regnante dal cuore tenero fin quando a causa di Jackie e Northwind non diventa vittima di un incantesimo che gli fa vedere il lato peggiore delle cose, perdendo il controllo dei suoi poteri e scatenando una bufera di neve sul mondo umano; diventa molto brusco e scontroso verso chiunque, specialmente verso la propria figlia. Solo grazie alle quattro rose riuscirà a tornare normale.

## Personaggi secondari
- Milton Grimm

Preside della Ever After High. Prende le parti dei Reali, è ossessionato dal destino ed è un uomo molto austero. Nasconde un orribile segreto che ha a che vedere con il falso libro dei destini e la Regina Cattiva.
- Giles Grimm

Fratello del preside, vive nella Cripta sotto la Ever After High e può parlare solo in "Enigmatico" a causa di una maledizione. È convinto che tutti debbano riscrivere il loro Destino, al contrario del fratello.
- Tremotino

Uno degli insegnanti della scuola. È malefico e ama dare punizioni molto cattive agli studenti. Quando uno dei suoi studenti va male ad un compito (molto difficili, a cui è praticamente impossibile prepararsi), lo costringe a filare la paglia in oro per lui.
- Tiny

È il figlio del gigante della favola Jack e la pianta di fagioli. È timido e premuroso, e afferma che non è vero che i Ribelli (o i giganti) sono cattivi.
- Lilly Bo Peep

È la figlia della piccola pastorella, non appare molto, ma spesso come personaggio di fondo. Perde molto spesso le sue pecore. Sembra passare molto tempo con un ragazzo bassino, con i capelli biondi a caschetto.
- Humphrey Dumpty

Il figlio di Humpty Dumpty anche se si presenta come un essere umano. Tratta le uova come esseri viventi a causa di suo padre.
- Gus Crumb e Helga Crumb

Figli di Hansel e Gretel, sono due cugini molto golosi. Sono conosciuti per aver fatto spesso la spia, riferendo delle informazioni al preside Grimm in cambio di dolcetti. Hanno avuto solo una sola apparizione prominente, durante l'episodio I dolci di Ginger, (ma appaiono in altri episodi) inizialmente non vogliono assaggiare i dolci di Ginger perché credono che lei voglia avvelenarli proprio come aveva fatto sua madre con i loro genitori, ma poi si ricredono e ne mangiano tantissimi come loro solito. Parlano in italiano con un accento tedesco.
- Chase Redford

È il Cavaliere Rosso, appare in Verso il Paese delle Meraviglie e sembra essere innamorato di Darling Charming.
- Jack Beanstalk

Sembra che in origine dovesse essere il padre di Jillian Beanstalk, ma questa teoria viene smentita nello speciale "Epic Winter", dove Jillian è accompagnata all'incontro con i genitori da un altro personaggio, che sembrerebbe essere a tutti gli effetti suo padre. È uno degli insegnanti della Ever After High. È molto gentile e cerca sempre di aiutare gli alunni.
- Baba Yaga

È un'insegnante della scuola. È una bruschissima consigliera scolastica e svolazza sempre a mezz'aria. Insieme al Preside Milton Grimm, Apple White e Briar Beauty tenta di far ragionare Raven, ma non ci riesce. Baba Yaga prova antipatia verso Apple White solo perché ha i capelli biondi.
- Biancaneve

È la madre di Apple White. Ha inaugurato i giochi del drago quando ha partecipato al Ever After High ed è considerata la più bella di tutte.
- Pifferaio Magico

Un altro insegnante della scuola. Ogni volta che cerca di suonare attira tantissimi topi. È il padre di Melody Piper.
- Omino di Pan di Zenzero

L'insegnante di "Grimm-nastica". È molto deciso ed ha il tipico atteggiamento del coach americano.
- Regina delle Nevi

La Regina delle Nevi è la madre di Crystal. Anche lei viene corrotta dalla polvere malefica diventando molto brusca, solo che viene imprigionata in una statua di ghiaccio dallo stesso Re delle Nevi.
- Hagatha

Hagatha serve il cibo agli studenti nella mensa. Non si sa se fa parte di una storia. Assomiglia molto a Trollsworth. Secondo i libri Suzanne Selfors, lei aggiunge realmente grumi nel suo porridge che serve agli studenti.

## Doppiaggio
| Personaggio             | Voce Originale                             | Voce Italiana         |
| ----------------------- | ------------------------------------------ | --------------------- |
| Apple White             | Jonquil Goode                              | Valentina Pallavicino |
| Raven Queen             | Erin Fitzgerald                            | Loretta Di Pisa       |
| Briar Beauty            | Kate Higgins                               | Benedetta Ponticelli  |
| Madeline Hatter         | Cindy Robinson                             | Emanuela Pacotto      |
| Ashlynn Ella            | Laura Bailey (s1-3) Karen Strassman (s4)   | Jolanda Granato       |
| Blondie Lockes          | Julie Maddalena Kliewer                    | Deborah Morese        |
| C.A. Cupid              | Erin Fitzgerald                            | Sabrina Bonfitto      |
| Cerise Hood             | Rena Stober                                | Federica Valenti      |
| Cedar Wood              | Jonquil Goode                              | Patrizia Mottola      |
| Kitty Cheshire          | Bekka Prewitt                              | Martina Felli         |
| Lizzie Hearts           | Wendee Lee                                 | Francesca Bielli      |
| Daring Charming         | Evan Smith                                 | Davide Albano         |
| Dexter Charming         | Evan Smith                                 | Stefano Pozzi         |
| Hunter Huntsman         | Grant George                               | Paolo De Santis       |
| Humphrey Dumpty         | Cindy Robinson                             | Simone Lupinacci      |
| Duchess Swan            | Stephanie Sheh                             | Renata Bertolas       |
| Sparrow Hood            | Todd Haberkorn                             | Federico Zanandrea    |
| Hopper Croakington II   | Cam Clarke                                 | Renato Novara         |
| Tiny il Gigante         | Malcolm Danare                             | Massimo di Benedetto  |
| Lilly Bo Peep           | Laura Bailey                               |                       |
| Holly O'Hair            | Colleen Foy                                | Debora Magnaghi       |
| Poppy O'Hair            | Lindsay Ames                               | Giulia Franzoso       |
| Melody Piper            | Laura Bailey (s1-3) Karen Strassman (s4-5) | Gea Riva              |
| Ginger Breadhouse       | Sally Saffoti                              | Lorella De Luca       |
| Milton Grimm            | Jameson Price                              | Pietro Ubaldi         |
| Giles Grimm             | Cam Clarke                                 | Mario Scarabelli      |
| Tremotino               | Audu Paden                                 | Mario Scarabelli      |
| Baba Yaga               | Kate Higgins                               | Carerina Rochira      |
| Pifferaio Magico        | Cam Clarke                                 | Luca Bottale          |
| Omino di Pan di Zenzero | Audu Paden                                 | Massimo di Benedetto  |
| Narratore               | Joe Sanfelippo                             | Stefano Albertini     |
| Narratrice              | Valerie Arem                               | Lorella De Luca       |
| Brooke Page             | Marieve Herington                          | Marisa Della Pasqua   |
| Stregatta               | Julie Maddalena Kliewer                    | Paola Della Pasqua    |
| Bunny Blanc             | Karen Strassman                            | Marisa Della Pasqua   |
| Alistair Wonderland     | Robbie Daymond                             | Mattia Bressan        |
| Regina di Cuori         | Karen Strassman                            | Marcella Silvestri    |
| Regina Cattiva          | Wendee Lee                                 | Patrizia Mottola      |
| Faybelle Thorn          | Haviland Stillwell                         | Jenny De Cesarei      |
| Cappellaio Matto        | Marc Graue                                 | Daniele Demma         |
| Rosabella Beauty        | Paula Rhodes                               | Paola Della Pasqua    |
| Darling Charming        | Marieve Herington                          | Jenny De Cesarei      |
| Chase Redford           | Josey Montana McCoy                        | Massimo di Benedetto  |
| Courtly Jester          | Paula Rhodes                               | Jasmine Laurenti      |
| Biancaneve              | Cindy Robinson                             | Patrizia Scianca      |
| Mira Shards             | Wendee Lee                                 | Patrizia Mottola      |
| Mr. Badwolf             | Joe Sanfelippo                             | Lorenzo Scattorin     |
| Justine Dancer          | Bresha Webb                                | Rosa Leo Servidio     |
| Ramona Badwolf          | Cindy Robinson                             | Ilaria Egitto         |
| Nina Thumbell           | Debi Derryberry                            | Serena Clerici        |
| Jillian Beanstalk       | Julie Maddalena Kliewer                    | Gea Riva              |
| Meeshell Mermaid        | Rena Stober                                | Katia Sorrentino      |
| Farrah Goodfairy        | Tish Hicks                                 | Donatella Fanfani     |
| Crystal Winter          | Ryan Bartley                               | Cinzia Massironi      |
| Jackie Froste           | Bresha Webb                                | Giulia Franzoso       |
| Northwind               | Todd Haberkorn                             | Jacopo Calatroni      |
| Re delle Nevi           | Audu Paden                                 | Paolo Sesana          |
| Regina delle Nevi       | Kate Higgins                               | Alessandra Karpoff    |